# Apocalisse di Paolo (copta)

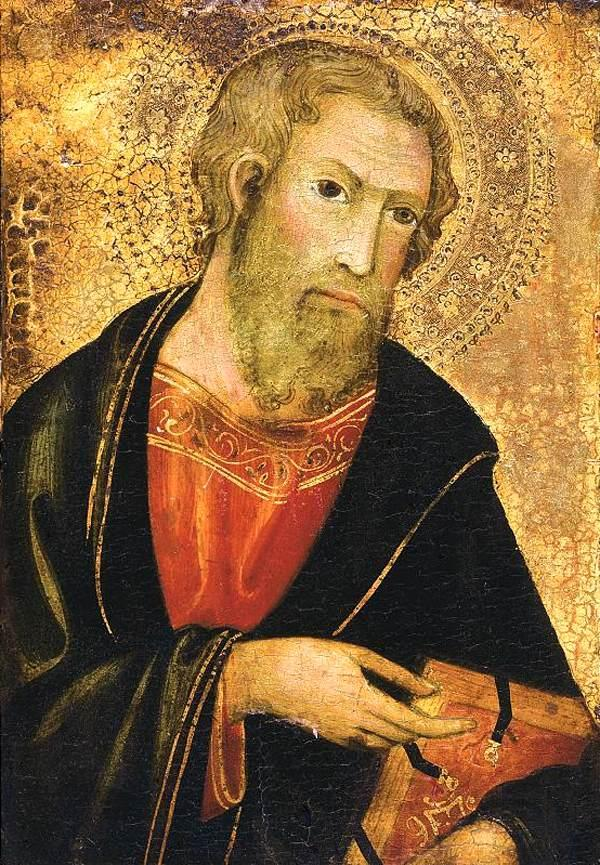
Ritratto di Paolo ad opera di Andrea di Bartolo

L'Apocalisse di Paolo copta è un testo gnostico, originariamente in lingua greca, ma conservatosi solo in lingua copta. Per la composizione sono state proposte dagli studiosi varie datazioni che vanno dalla metà del II secolo all'inizio del IV, con una preferenza per la seconda metà del II secolo. L'attribuzione pseudoepigrafa è all'apostolo Paolo di Tarso. 
Citata da alcuni padri della Chiesa, andata perduta per secoli, ne è stata ritrovata una versione in copto tra i codici di Nag Hammâdi. Non fa parte del canone della Bibbia ed è dunque considerato un apocrifo del Nuovo Testamento.
Non va confusa con un'altra Apocalisse di Paolo, anch'essa apocrifa, scritta in greco. 
Descrive un viaggio di Paolo tra i vari gradi del cielo. La narrazione gioca con i canoni del romanzo ellenistico: Paolo racconta i dettagli della sua ascesa al paradiso, cui si allude in 2Corinzi 12,2-4:
«So che un uomo, in Cristo, quattordici anni fa – se con il corpo o fuori del corpo non lo so, lo sa Dio – fu rapito fino al terzo cielo. E so che quest’uomo – se con il corpo o senza corpo non lo so, lo sa Dio – fu rapito in paradiso e udì parole indicibili che non è lecito ad alcuno pronunciare».
Questo passo paolino è stato chiaramente l’ispiratore di tutto il testo, ed è addirittura utilizzato come epigrafe introduttiva in diversi manoscritti dello stesso.